# Horst Szymaniak

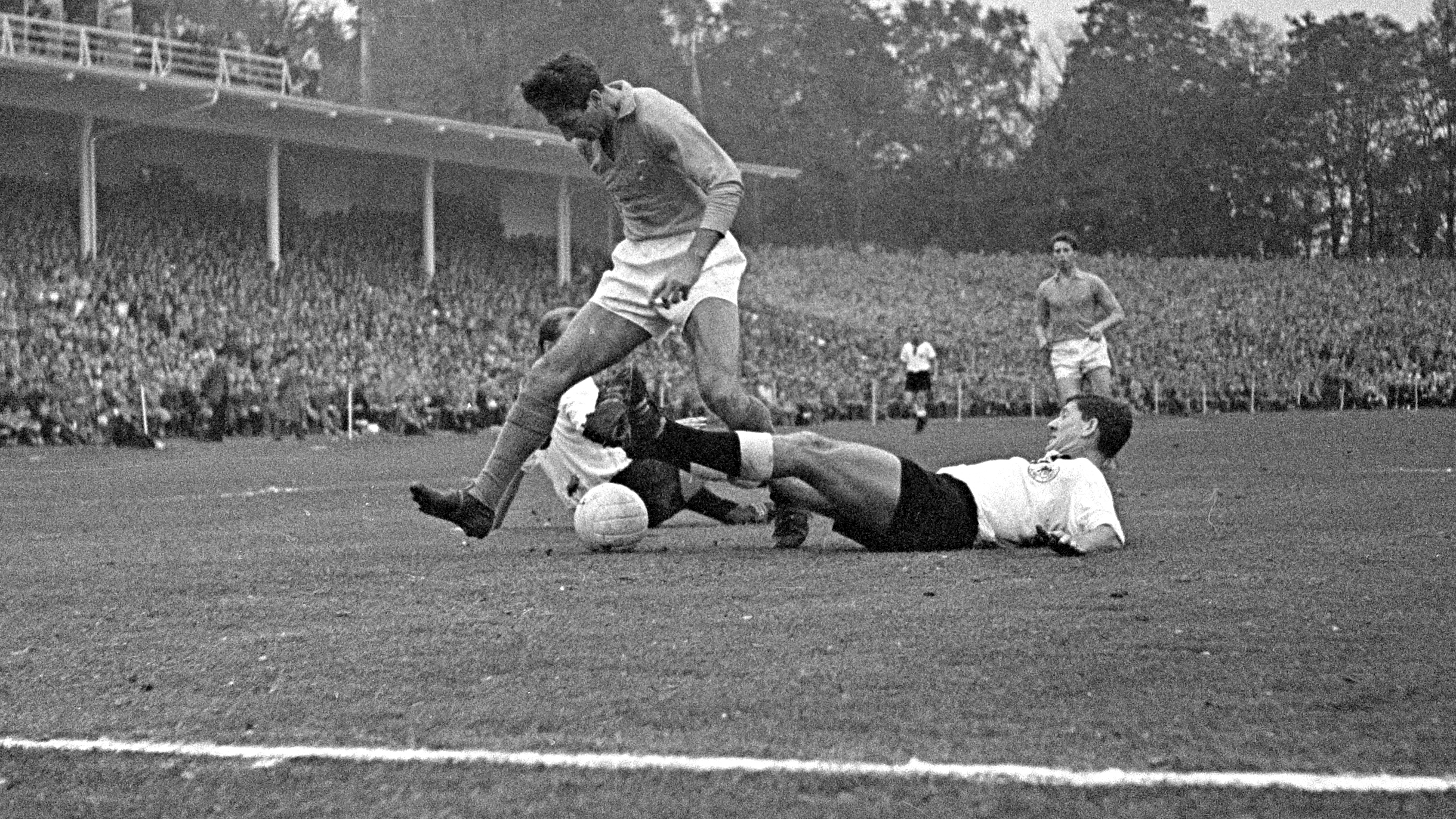
Duel tussen Szymaniak en Faas Wilkes (1959)

Horst Szymaniak, bijg. Schimmi, (Oer-Erkenschwick, 29 augustus 1934 – Melle, 9 oktober 2009) was een West-Duits voetballer.
Szymaniak speelde in Duitsland en Italië, bij SpVgg Erkenschwick, Wuppertaler SV, Karlsruher SC, Calcio Catania, Inter Milan, AS Varese 1910 en Tasmania Berlin.
Hij werd tussen 1956 en 1966 43 maal geselecteerd voor het West-Duits voetbalelftal, waarmede hij deelnam aan het wereldkampioenschap voetbal 1958 en 1962. Voor het wereldkampioenschap voetbal 1966 werd hij niet meer geselecteerd.